# Osvaldo Silva
Pour les articles homonymes, voir Silva.
Ne doit pas être confondu avec Oswaldo Silva.
Osvaldo Silva est un footballeur brésilien né le 13 mars 1934 à Belo Horizonte et mort le 15 août 2002 à Lisbonne. Il évoluait au poste de milieu offensif.

## Biographie

### En tant que joueur
Avec le FC Porto, il gagne le championnat en 1956 et 1959 ainsi qu'une coupe du Portugal en 1958.
Avec Leixões, il remporte la coupe du Portugal en 1959.
Avec le Sporting Portugal, il remporte la Coupe d'Europe des vainqueurs de coupe 1963-1964. Il inscrit notamment 3 buts lors du quart de finale retour contre Manchester United, dans une rencontre gagnée 5-0 par les sportinguistas alors qu'ils avaient perdu 1-4 à Old Trafford. Lors de son passage à Lisbonne, il remporte aussi un championnat et une coupe.

### En tant qu'entraîneur
Lors de la saison 1973-1974, avec les Lions, il assure l'intérim lors du dernier match, la finale de la coupe du Portugal. 
La saison suivante, avec l'éviction d'Alfredo Di Stéfano en début de saison, il prend les rênes du club, puis il est remplacé par Fernando Riera.

## Carrière

### En tant que joueur
- 1956 :  América Mineiro
- 1955-1959 :  FC Porto
- 1959-1962 :  Leixões SC
- 1962-1966 :  Sporting Portugal
- 1966-1967 :  SC Olhanense
- 1967-1968 :  Académico de Viseu

### En tant qu'entraîneur
- 1966-1967 :  SC Olhanense
- 1967-1968 :  Académico de Viseu
- 1972-1973 :  Sporting Portugal (- 19 ans)
- 1973-1974 :  Sporting Portugal (adjoint)
- 1974-1975 :  Sporting Portugal

## Palmarès

### En tant que joueur
Avec le FC Porto :
- Champion du Portugal en 1956 et 1959
- Vainqueur de la Coupe du Portugal en 1958

Avec le Leixões SC
- Vainqueur de la Coupe du Portugal en 1959

Avec le Sporting Portugal :
- Vainqueur de la Coupe des coupes en 1964
- Champion du Portugal en 1966
- Vainqueur de la Coupe du Portugal en 1963

### En tant qu'entraîneur
Avec le Sporting Portugal :
- Vainqueur de la Coupe du Portugal en 1974